# Arbëria

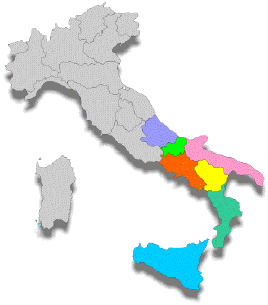
Die italienischen Regionen Italiens, in denen die albanische Minderheit der Arbëresh lebt

Arbëria (auch: Arbëria e Vogël) wird das zerstreute Siedlungsgebiet der Arbëresh (alteingesessene albanische ethnische Minderheit in Mittel- und Süditalien) in Italien genannt, das sieben Regionen umfasst: Abruzzen, Basilikata, Kalabrien, Kampanien, Molise, Apulien und Sizilien.
Man erkennt die albanischen Orte an der Beibehaltung ihrer Sprache. Sie haben normalerweise zwei Nomenklaturen in italienischer und albanischer Sprache (in der Variante Arbëresh). Heute gibt es noch fünfzig Gemeinden, 41 Orte und neun Fraktionen mit albanischer Abstammung, Kultur und Sprache. Über die tatsächliche Anzahl der Italo-Albaner gibt es keine sicheren Daten. Die letzten statistisch zuverlässigen Daten sind die der Volkszählung von 1921, als 80.282 Albaner erfasst wurden, und die von einer Studie von Alfredo Fernandes aus dem Jahr 1997, die eine Bevölkerung von ca. 197.000 angibt. 1998 schätzte das italienische Innenministerium die albanische Minderheit in Italien auf ca. 98.000 Menschen.

## Geschichte
Bis zum 15. Jahrhundert wurde mit  Arbëria das Territorium des heutigen Albanien benannt, danach übernahmen die Albaner die Selbstbezeichnung shqiptar, vom albanischen Wort shqipe: Adler.
Das Siedlungsgebiet Arbëria in Italien entstand zwischen dem 15. und dem 18. Jahrhundert, als sich viele Gemeinschaften von albanischen Flüchtlingen dort ansiedelten und zahlreiche Siedlungen gründeten oder verlassene Orte neu besiedelten.
Die albanischen Flüchtlinge brachten in ihre neue Heimat ihre Sprache (Arbëresh), ihre religiösen Rituale, ihre Traditionen, ihre Geschichte, ihre Bräuche und ihre ungeschriebenen Verhaltensregeln, eine rein mündliche Kultur mit. All dies identifiziert die albanische Bevölkerung Italiens.